# NGC 6307
NGC 6307 (другие обозначения — UGC 10727, MCG 10-24-99, ZWG 299.54, KCPG 504B, PGC 59655) — галактика в созвездии Дракон.
Этот объект входит в число перечисленных в оригинальной редакции «Нового общего каталога».